# 小犁芭蕉螺
小犁芭蕉螺（学名：Marchia bipinnata），是新腹足目骨螺科长芭蕉螺属的一种。主要分布于台湾，常栖息在浅海珊瑚礁、岩石底。